# Escadron de chasse 2/5 Île-de-France
Ne doit pas être confondu avec Groupe de chasse Île-de-France.
L'escadron de chasse 2/5 Île-de-France est une unité de combat de l'Armée de l'air française. Elle est installée sur la base aérienne 115 Orange-Caritat et actuellement équipée de Dassault Mirage 2000. Ses avions portent désormais un code entre 115-OA et 115-OZ, 115-K ou 115-Y puisqu'il s'agit d'avions issu de la BA 103 de Cambrai en remplacement des anciens codes en 5-Ox. Son indicatif radio est « Gusto ».

## Historique

### Forces aériennes françaises libres et guerres décoloniales

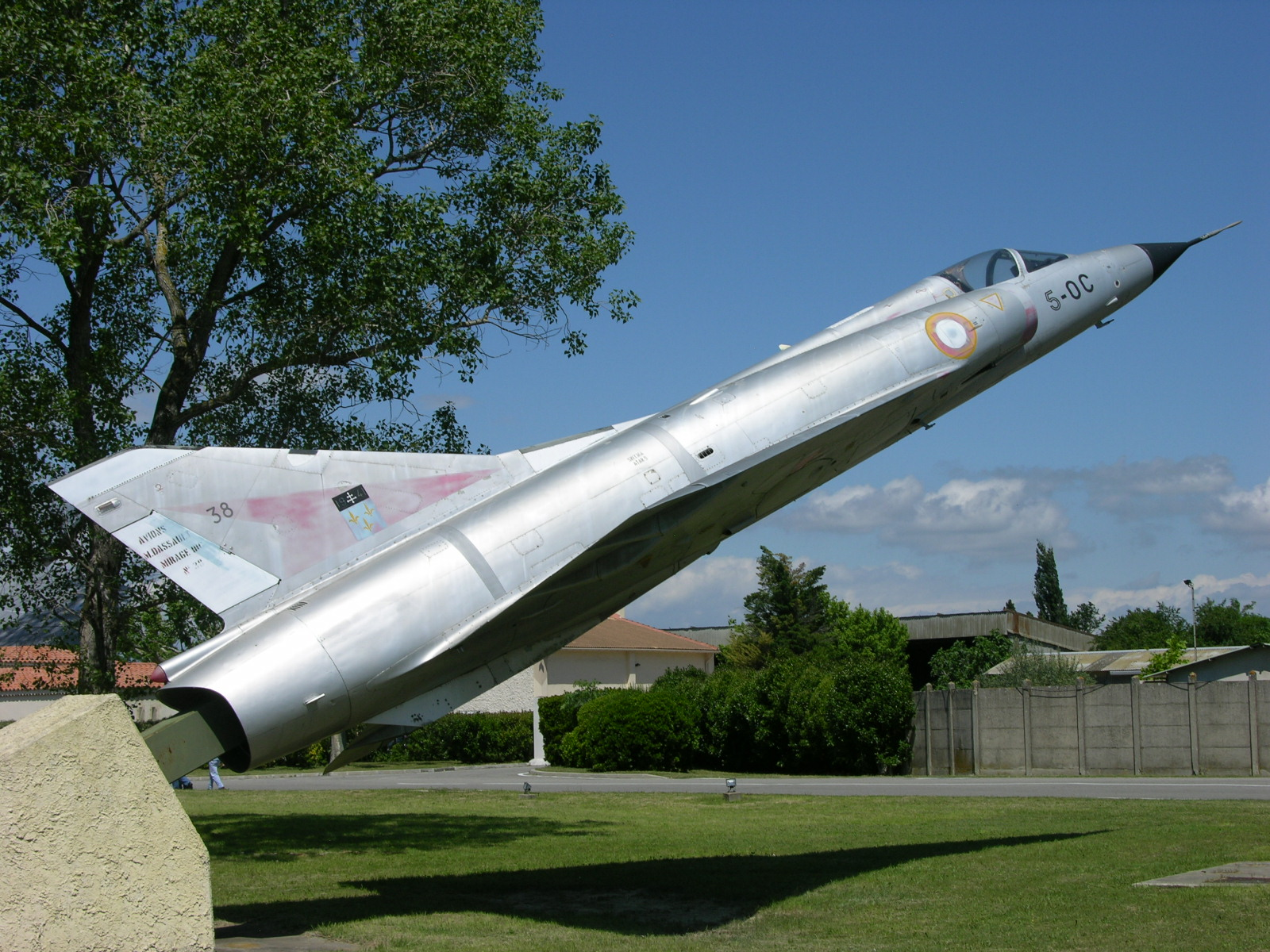
Mirage IIIC conservé sur la BA115 aux couleurs du 2/5.

L'EC 2/5 Île-de-France porte les traditions du groupe de chasse Île-de-France créé par le général de Gaulle le 20 octobre 1941, et désigné Free French Squadron 340 dans la Royal Air Force. Les succès obtenu par ce squadron pendant la Seconde Guerre mondiale lui valent de nombreuses décorations et citations. 
Il est intégré à la 5e escadre de chasse en juillet 1947 et équipé de Bell P-63 Kingcobra (basé à Bizerte-Sidi Hamed, Tunisie) et de juillet 1949 à janvier 1951, il est de nouveau engagé au combat lors de la guerre d'Indochine.

### Retour en France et défense aérienne
C'est en mars 1951 que l'unité reçoit la désignation d'escadron de chasse 2/5 Île-de-France, alors qu'elle s'installe sur la base aérienne 115 Orange-Caritat et passe sur de Havilland Vampire. Son histoire devient alors très proche de celle de l'autre escadron basé à Orange, l'EC 1/5 Vendée : les deux unités reçoivent les mêmes avions à quelques mois d'écart et participent aux mêmes opérations extérieures l'une après l'autre. 
L'implantation à Orange-Caritat voit l'escadron se spécialiser dans la défense aérienne. Cela se concrétise en 1961, la mise en place de la permanence opérationnelle, auquel l'escadron prend part avec le Super-Mystère B2 qui l'équipe à partir de cette année-là. Le SMB2 est handicapé par son autonomie limitée, et l'absence de radar le cantonne à un rôle d'intercepteur de jour. Il est remplacé par le Mirage IIIC à partir de 1966.
À partir de 1975, l'escadron se spécialise dans l'interception à très basse altitude sur Mirage F1 pour prévenir du risque d'attaque de chasseurs ou de bombardiers depuis la Méditerranée.

### Opérations extérieures
Avec le Vendée, l'Île-de-France est le premier escadron désigné pour les opérations extérieures en Afrique, et l'EC 2/5 prend part à l'opération Manta depuis N'Djamena du 27 septembre au 16 novembre 1983 puis du 17 mai au 14 juillet 1984. Plusieurs déploiements depuis le Tchad suivront dans le cadre de l'opération Épervier.
L'EC 2/5 poursuit les déploiements avec le Mirage 2000C dont il est doté à partir de mai 1989. Ce nouvel intercepteur est équipé d'un radar Doppler à impulsion (RDI) qui lui donne une capacité de détection et de conduite de tir sur des cibles à basse altitude. Ainsi, il prend part à l'opération Daguet en octobre 1990 et réalisent des patrouilles aux côtés du 1/5 Vendée, ainsi que des escortes de Jaguar et de Mirage F1. L'opération Tempête du désert est la première épreuve du feu du 2000C, qui y démontre sa fiabilité, mais qui met aussi en évidence son autonomie trop faible, un radar mono-cible et un nombre insuffisant de missile.
En septembre 1992, l'EC 2/5 Île-de-France se distingue en étant la première unité de l'Armée de l'air à être déployée en Arabie saoudite pour faire respecter l'interdiction de survol imposée à l'Irak dans le cadre de l'opération Alysse. 
Il intervient pour les mêmes raisons en Bosnie dans le cadre de l'opération Crécerelle. En plus de ses missions d'interdiction aérienne, l'EC 2/5 mène des swings avec des Mirage 2000N, 2000D ou des Mirage F1 afin de fournir un appui aérien rapproché à la force de protection des Nations unies.

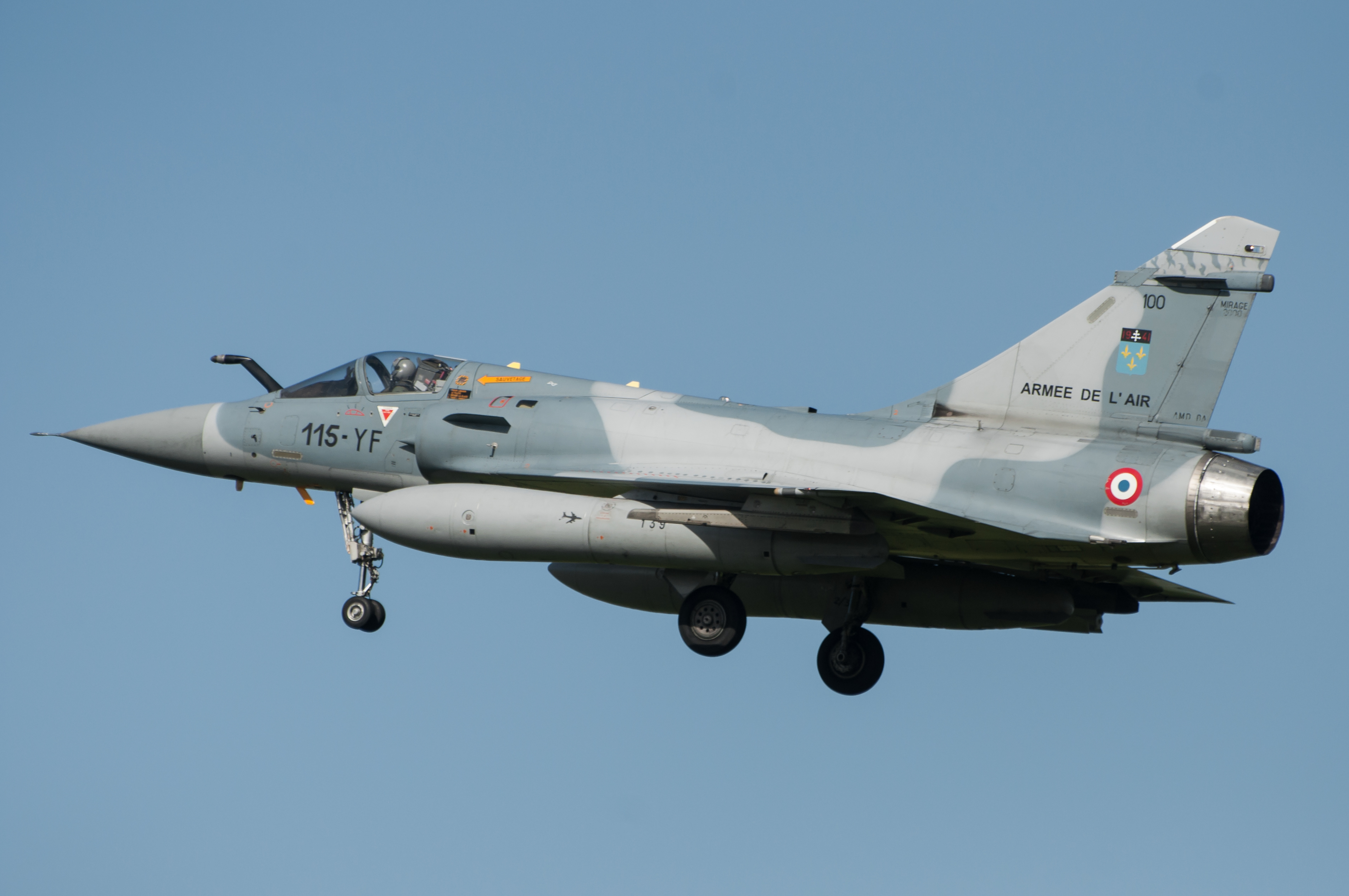
Mirage 2000C de l'EC 2/5 Île-de-France.

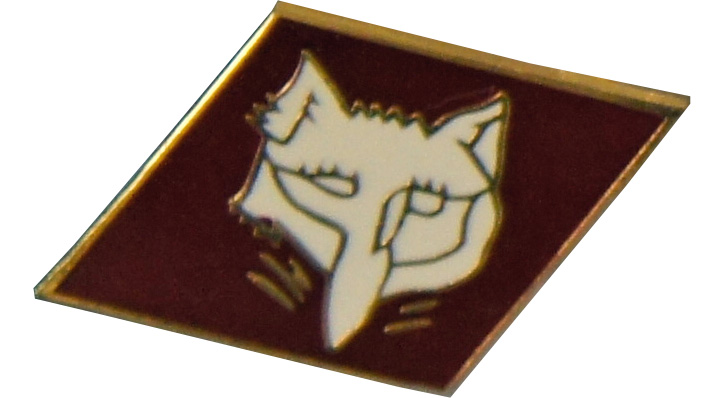
Insigne SPA 84 « Tête de Renard ».

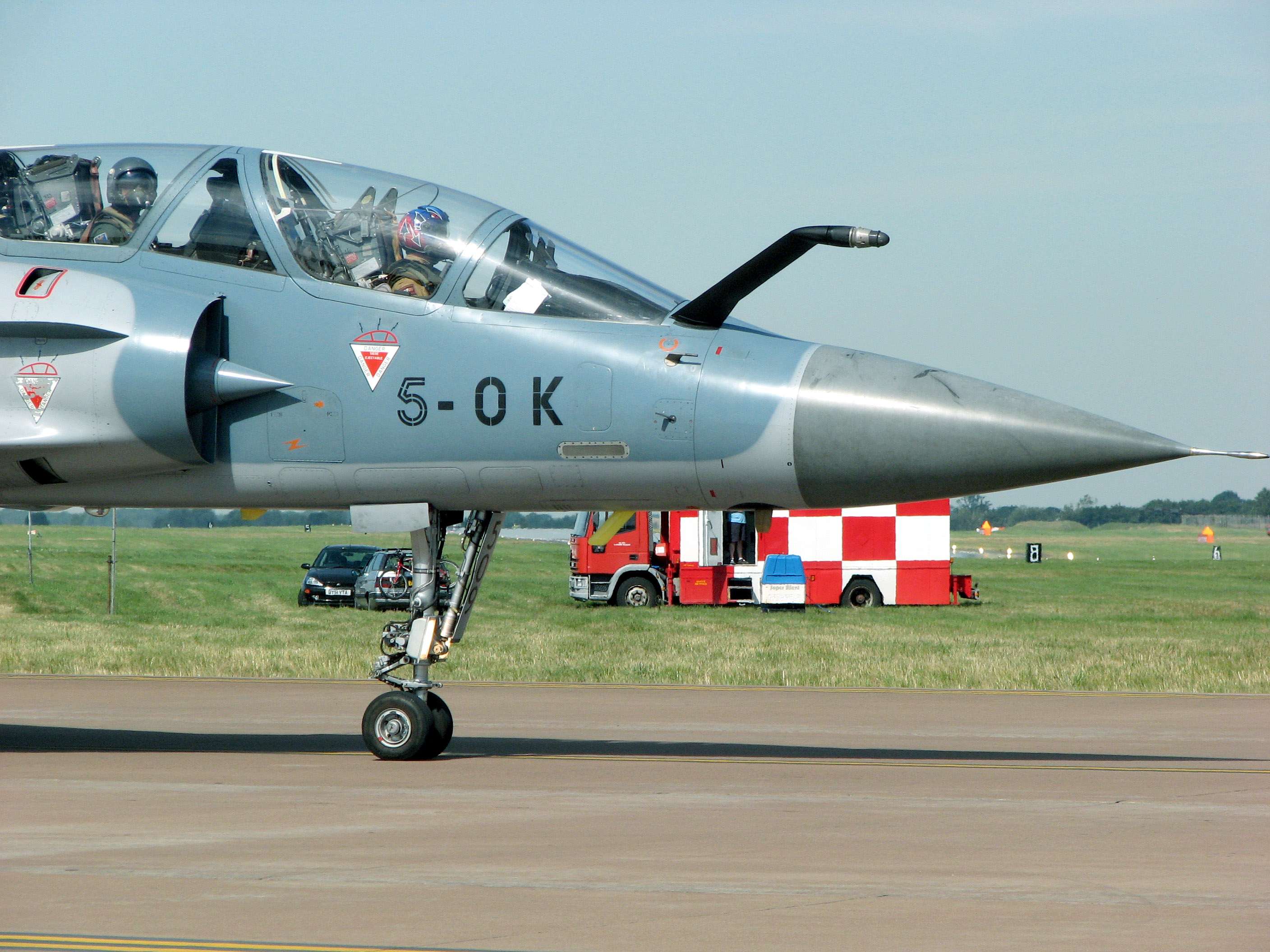
L'un des 7 Mirage 2000B biplaces d'entraînement de l'EC 2/5.

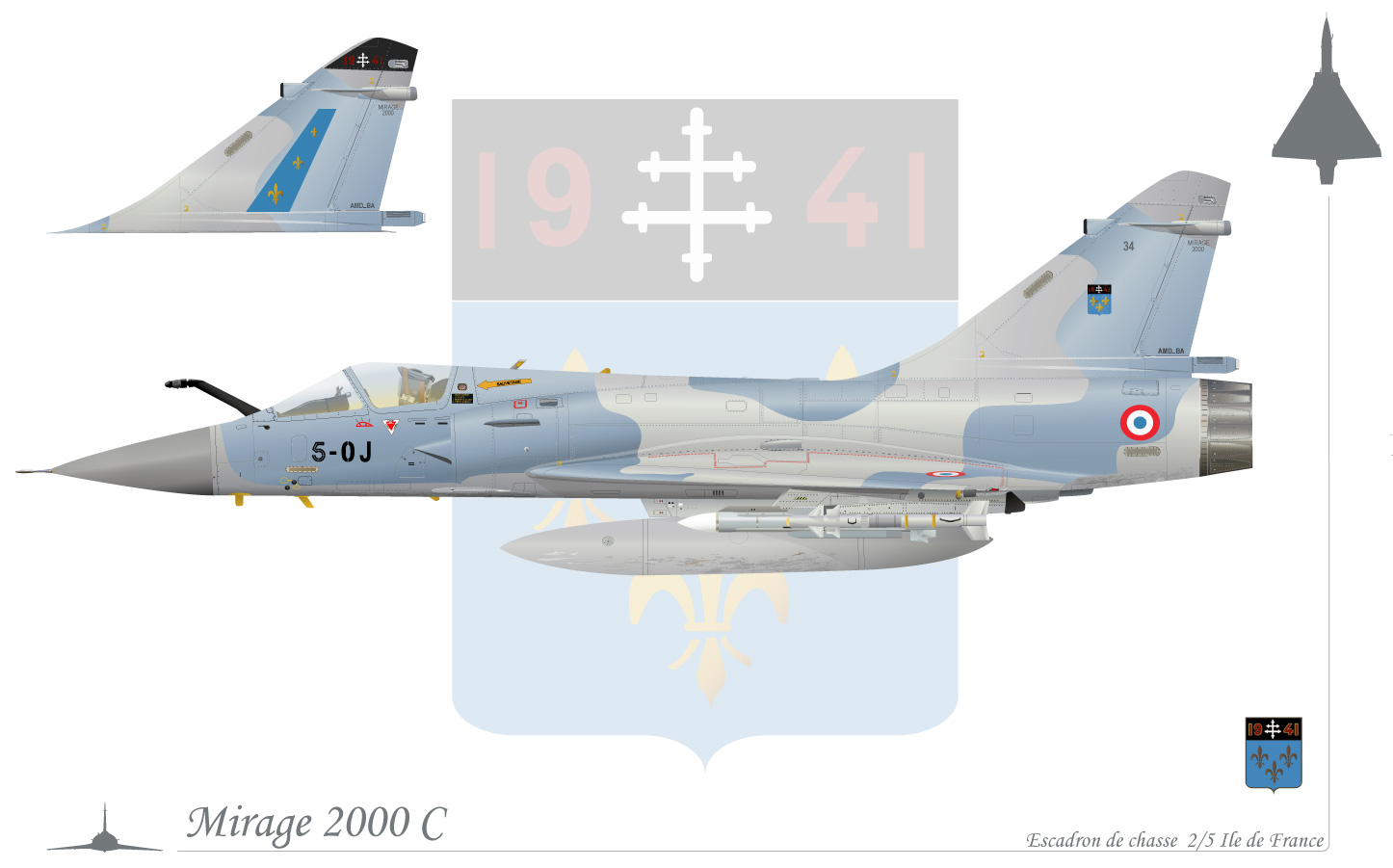
Mirage 2000C de l'EC 2/5 Île-de-France.

La dissolution de la 5e escadre de chasse le 29 juin 1995 rend l'EC 2/5 autonome. Le 18 juin 1996 est remis la fourragère aux couleurs de l'ordre de la Libération à l'escadron 2/5 « Île-de-France » des mains du président de la République Jacques Chirac.
En 1999, l'escadron participe à l'opération Trident en réalisant des missions d'appui aérien rapproché en Bosnie.

### Formation et défense aérienne
Depuis 1997, l'EC 2/5 Île-de-France est chargé de l'entraînement et de la transformation opérationnelle de tous les pilotes de Mirage 2000. Pour cela, il est équipé de sept Mirage 2000B (biplaces) et de 20 Mirage 2000C (monoplaces). Parallèlement à cette responsabilité de formation, l'escadron est chargé de la démonstration du Mirage 2000 en meeting avec une présentation Solo Display.
Sa mission principale reste la défense aérienne, et sa participation aux opérations extérieures diminue à partir des années 2000. Dans le cadre de la posture permanente de sûreté, l'EC 2/5 est régulièrement déployer en Guyane pour prendre part à l'opération Titan lors des tirs de fusée au Centre spatial guyanais.
L'escadron reçoit une troisième escadrille (SPA 124 « Jeanne d'Arc ») en septembre 2008, tandis que l'escadrille « Vincennes » est mise en sommeil.

### Dernières opex et mise en sommeil
Le 11 juin 2010, lors du 92e anniversaire de la Spa 162 « Tigre » du « Cambrésis », l'escadron de chasse 2/5 Île-de-France et l'escadron de chasse 1/12 Cambrésis arrivent aux Tchad pour remplacer les derniers Mirage F1 restants sur le continent africain. L'escadron est également déployé dans le cadre de la Baltic Air Policing en 2011 à Šiauliai et à Malbork en 2014.
Le 2/5 prend part régulièrement à l'opération Barkhane à compter de juillet 2015 depuis la base de Niamey, opérant des Mirage 2000C en patrouille avec des 2000D de la 3e escadre de chasse pour mener des missions d'appui aérien rapproché. L'escadron étant spécialisé dans la défense aérienne, ces déploiements ont nécessité des entraînements aux missions air-sol.
Les Mirage 2000 du 2/5 sont retirés du détachement air de Barkhane entre novembre 2019 et décembre 2020 pour réduire la pression opérationnelle de l'escadron. L'appareil a vieilli et ne sera pas à la hauteur de la nouvelle doctrine de guerre à haute intensité, mais reste adapté à ses missions principales (la permanence opérationnelle, la transformation Mirage 2000 et les OPEX).
Le 23 juin 2022, une cérémonie présidée par le Général Stéphane Mille, chef d'état-major de l'Armée de l'air et de l'espace, a consacré le retrait du Mirage 2000C RDI. À compter de cette date, l'escadron a été mis en sommeil et ses équipages seront transformés sur Dassault Rafale pour reformer un escadron sur la BA 115 à partir de juillet 2024.

## Décorations
- Croix de guerre 1939-1945 avec 5 palmes de bronze faisant suite aux 5 citations à l’ordre de l’armée reçues par l’unité (citations du 4 juillet 1942, 30 septembre 1942, no 235 du 12 décembre 1944, no 941 du 17 juillet 1945 et no 1435 du 27 décembre 1945).
- Croix de guerre des Théâtres d'opérations extérieurs avec 3 palmes de bronze faisant suite à 3 citations à l’ordre de l’armée reçues par les unités de la 5e escadre en Indochine (citations du 23 juillet 1950, 02 juillet 1951 et du 21 juin 1951). Une palme de bronze supplémentaire lui a été décernée à la suite de la citation à l’ordre de l’armée reçues par les unités de la 5e escadre de chasse au titre de l’opération Daguet le 10 mai 1991.

L'escadron porte trois fourragère. La fourragère aux couleurs de la croix de l’ordre de la Libération par arrêté du 23 février 1996, celle aux couleurs du ruban de la médaille militaire avec olive croix de guerre 1939-1945 par la décision no 27 du 14 novembre 1945, ainsi que celle aux couleurs du ruban de la croix de guerre des TOE par la décision no 37 du 16 février 1952.

## Escadrilles
- 1re escadrille « Paris » jusqu'en juin 2012, puis C 46 « Trident ».
- 2e escadrille « Versailles » jusqu'en juin 2012, puis SPA 84 « Tête de renard ».
- 3e escadrille « Vincennes » de 1998 à août 2008, puis SPA 124 « Jeanne d'Arc » depuis août 2008.

## Bases
- Base aérienne 115 Orange-Caritat

## Personnalités ayant servi au sein de l’unité
- Commandant René Mouchotte (1941-1942), alors commandant de l'escadrille Versailles
- Jean-Loup Chrétien, premier spationaute français
- Général Denis Mercier (1988-1990), alors commandant de l'escadrille Paris
- Caroline Aigle (2000), première femme pilote de chasse française

## Dans la culture
La série de bande dessinée F.A.F.L. Forces Aériennes Françaises Libres conte l'histoire d'un pilote français lors de la Seconde Guerre mondiale. Le tome 4 Squadron 340 (2013) raconte la création du groupe de chasse Île-de-France par le général de Gaulle, identifié comme le 340 Squadron au sein de la Royal Air Force. Les tomes suivants continuent de raconter les missions du protagoniste au cours de la guerre, toujours pilote au 340 Squadron.
En 1980, le film Orange est vert, réalisé par François Moreuil et produit par TF1 et le SIRPA, raconte une journée des pilotes de Mirage F1 sur la base d'Orange. Les commandant Jantet, capitaines Ducos et Andrieu et lieutenant Contesse y jouent leur propre rôle et portent l'insigne du 2/5 Île-de-France sur leur tenue de vol. Cependant, leurs avions portent les insignes des escadrilles du 1/5 Vendée, et leur patrouille utilise l'indicatif « charcot » du 1/5.